# Beyazaltın, Tepebaşı
Beyazaltın là một xã thuộc huyện Tepebaşı, tỉnh Eskişehir, Thổ Nhĩ Kỳ. Dân số thời điểm năm 2011 là 386 người.